# SN 1973H
SN 1973H – supernowa odkryta 6 kwietnia 1973 roku w galaktyce MCG -01-31-04. W momencie odkrycia miała maksymalną jasność 18,50m.